# Grüne Welle

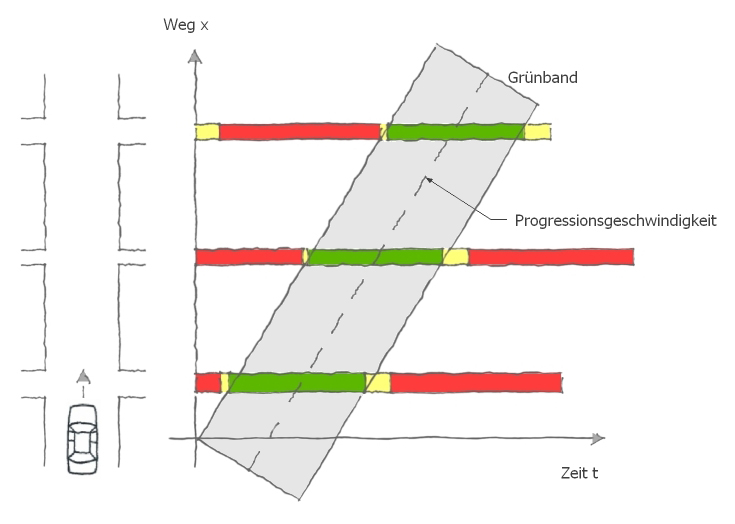
Skizze

Bei einer Grünen Welle werden die Ampelanlagen eines Straßenzuges so geschaltet, dass man beim Befahren der Straße mit einer bestimmten Geschwindigkeit jede Ampel in ihrer Grünphase antrifft. Diese Geschwindigkeit (Progressionsgeschwindigkeit) wird in manchen Fällen auf Zusatztafeln angegeben, etwa Grüne Welle bei 40 km/h. Der Vorteil liegt in einem kontinuierlicheren Verkehrsfluss der Fahrzeuge. Grüne Wellen können für Kraftfahrzeuge oder Radverkehr, im übertragenen Sinne (Beschleunigung) auch für öffentliche Verkehrsmittel zur Anwendung kommen. Während Grüne Wellen im Fall von Einbahnstraßen ohne zeitliche Zwangspunkte – wie etwa kreuzende Grüne Wellen – problemlos geplant und eingerichtet werden können, funktionieren Grüne Wellen bei Zweirichtungsverkehr nur dann für beide Fahrtrichtungen gleichermaßen, wenn die Abstände der Kreuzungen dies zulassen und die Umlaufzeiten der einzelnen Signalprogramme aufeinander abgestimmt sind. In Fällen, in denen das Einrichten einer solchen idealen Grünen Welle nicht möglich ist, wird meist eine der Fahrtrichtungen bevorzugt, etwa morgens die stadteinwärtige und nachmittags die stadtauswärtige. In der anderen Richtung ergeben sich dann planmäßig einzelne signalbedingte Halte.

## Planung
Das Steuerungsverfahren der Grünen Welle wird hier am Beispiel der in Deutschland gültigen Richtlinien für Lichtsignalanlagen (kurz RiLSA) erklärt. Dort müssen bei der Planung einer Grünen Welle eine ganze Reihe von Parametern beachtet werden:
| Begriff                        | Bedeutung | Hinweis |
| ------------------------------ | --- | --- |
| Progressionsgeschwindigkeit VP | tatsächlich zu fahrende Geschwindigkeit, mit der die LSA im Zuge der Grünen Welle ohne Halt passiert werden können    | Die Progressionsgeschwindigkeit ist eine planerische Größe. Sie liegt in der Regel zwischen 85 % und 100 % der jeweils zulässigen Höchstgeschwindigkeit, für den Radverkehr bei 16 bis 20 km/h. In besonderen Fällen muss sie niedriger angesetzt werden, etwa wenn in der Praxis auf Grund unübersichtlicher Streckenführung oder wegen engen Kurven, beim Radverkehr wegen Steigungen deutlich langsamer gefahren wird. |
| Teilpunktabstand lTP           | Abstand zweier benachbarter Teilpunkte                                                                                | Der Schnittpunkt der Mittellinien zweier Grünbänder bei Zweirichtungsstraßen wird als Teilpunkt (TP) bezeichnet. Der Abstand der sich aus diesen beiden Schnittpunkten ergibt, wird Teilpunktabstand genannt. |
| LSA-Abstand                    | Abstand der einzelnen Knotenpunkte des Straßenzugs                                                                    | Die Wegstrecke zwischen zwei LSA und die Progressionsgeschwindigkeit bestimmen gemeinsam, um wie viele Sekunden die Grünphase der zweiten LSA im Vergleich zur ersten LSA verzögert sein muss, damit alle bei Grün an der ersten LSA startenden Fahrzeuge auch die zweite ohne Halt passieren können. |
| Umlaufzeit                     | Zeitdifferenz zwischen dem Beginn einer Grünphase bis zum nächsten Beginn der gleichen Grünphase („Schwingungsdauer“) | Im Zug einer Grünen Welle müssen die Umlaufzeiten der beteiligten LSA übereinstimmen. Oft kann die gemeinsame Umlaufzeit der LSA im Straßenzug der Grünen Welle nicht frei gewählt werden, weil auch die Auswirkungen auf das übrige Verkehrsnetz (hohe Verkehrsstärken oder Grüne Wellen der Querverkehre) berücksichtigt werden müssen. Eine variable Umlaufzeit, wie sie manchmal bei verkehrsabhängigen Steuerungen zu finden ist, kann in Grünen Wellen nicht verwendet werden. |
| verfügbare Grünzeit            | Grünzeit, die an einer LSA für die Fahrtrichtung der Grünen Welle verfügbar ist                                       | Die verfügbare Grünzeit wird in der Regel durch die benötigte Grünzeit für den Querverkehr bestimmt. Je weniger Querverkehr, desto höher ist die verfügbare Grünzeit für die Grüne Welle, und desto höher ist auch der Spielraum, der zur Planung der Grünen Welle bleibt. Knotenpunkte, an denen nur wenig Grünzeit für die Grüne Welle bleibt, sind die Zwangspunkte der Planung. |
| signalisierte Abbiegeströme    | signalgeregelte, abbiegende Verkehrsströme, die den Straßenzug der Grünen Welle verlassen                             | Ziel ist es meist, die Grüne Welle in einem Straßenzug für beide Fahrtrichtungen zu ermöglichen. Auf Grund nicht immer idealer LSA-Abstände ergeben sich an ein und derselben LSA bei der Planung oft unterschiedliche Grünphasen für Richtung und Gegenrichtung. Erhalten in einem solchen Fall die abbiegenden Verkehrsströme keine eigenen Signale, muss der gesamte Verkehr im Zuge der Grünen Welle in beiden Richtungen immer gleichzeitig freigegeben werden (Zuschaltverbot). Eigene Signale für den Abbiegeverkehr erlauben eine freiere Planung der Grünen Welle, weil dann die Grünphasen für Richtung und Gegenrichtung weitaus weniger voneinander abhängig sind. |
| einbiegender Verkehr           | Querverkehr, der in den Straßenzug der Grünen Welle einbiegt und anschließend im Zug der Grünen Welle weiterfährt     | Bei der Planung einer Grünen Welle müssen einbiegende Fahrzeuge mit berücksichtigt werden. Meist erreichen sie nach dem Einbiegen die nächste LSA noch vor dem Beginn von deren Grünphase. Nachfolgender, im Zug der Grünen Welle fließender Verkehr kann diese LSA dann nicht ab Grünbeginn passieren, weil die eingebogenen Fahrzeuge erst noch anfahren und beschleunigen müssen. Für einen solchen Fall muss der Beginn der betreffenden Grünphase um mehrere Sekunden vorverlegt werden. Die eingebogenen Fahrzeuge können dadurch die Kreuzung passieren, bevor der Fahrzeugpulk der Grünen Welle diese LSA erreicht. Einbiegende Fahrzeugströme von erheblicher verkehrlicher Bedeutung werden bei der Planung der Grünphasen besonders berücksichtigt. Das heißt, eine Welle wird so geplant, dass die Fahrzeuge nach dem Einbiegen nicht anhalten müssen, sondern ohne Halt im Zug der Grünen Welle weiterfahren können (Grüne Welle über Eck). |

In der Praxis wird die Welle meist an kritischen Knotenpunkten zwischen zwei Hauptstraßen „aufgehängt“ und von dort in beide Richtungen entwickelt. Je nach Abstand der LSA-geregelten Querstraßen ist dabei oft nur eine richtungsbezogene Koordinierung möglich. Entsprechend der Last wird der Verkehr stadteinwärts oder stadtauswärts koordiniert. Die jeweilige Gegenrichtung muss dann teilweise häufig anhalten.
Durch die Pulkbildung kommt es zu gleichmäßigerem Verkehr. Allerdings sinkt meist die Verkehrsleistung der beteiligten Lichtsignalanlagen, da zum Erhalt der Welle Grünzeiten zu schalten sind, die eigentlich für den Querverkehr zur Verfügung zu stellen wären. Ab einem Auslastungsgrad über 80–85 % bricht die Welle durch Fahrzeuge, die am Pulkende vor Rot halten müssen, zusammen. In besonders belasteten Straßenzügen müssen deshalb die Grünen Wellen gerade zur Hauptverkehrszeit zu Gunsten einer maximierten Verkehrsleistung aufgegeben werden.
Eine Grüne Welle in beiden Richtungen ist nur möglich, wenn der Abstand der Lichtzeichenanlagen dem Teilpunktabstand oder einem Vielfachen davon entspricht. Bei einer Umlaufzeit von 90 Sekunden und einer zulässigen Höchstgeschwindigkeit von 50 km/h sind das 625 m, bei 70 Sekunden und 50 km/h 486 m.

## Koordinierungssysteme
Bei der Koordinierung von mehreren Knotenpunkten gibt es zwei Grundverfahren. Man unterscheidet zwischen dem Simultansystem und dem Alternativsystem.
Das Simultansystem gibt alle Kreuzungen eines Grünbandes gleichzeitig frei (Anwendung z. B. In New York City auf den Avenues).
Somit kann der Knotenpunktabstand folgendermaßen berechnet werden:
{\displaystyle S=M\cdot t_{\mathrm {u} }\cdot V_{\mathrm {p} }}
Bei dem Alternativsystem ist die Knotenpunktfreigabe um einen halben Umlauf verschoben.
Die Knotenpunktsabstandsberechung lautet dann:
{\displaystyle S=(2\cdot M+1)\cdot t_{\mathrm {u} }\cdot V_{\mathrm {p} }/2=l_{\mathrm {tp} }}
Variablenbelegung:
S = Knotenpunktabstand
M = Konstante
tu = Umlaufzeit
Vp = Progressionsgeschwindigkeit
ltp = Teilpunktabstand

## Ablauf
Eine Grüne Welle ist keine Welle im physikalischen Sinn. Dennoch hat sie mit physikalischen Wellen einige Eigenschaften gemeinsam. Die nachfolgende Darstellung dient daher als anschauliches Modell, weniger als Erklärung zur Grünen Welle.
Es gibt so etwas wie Oszillatoren (die Ampeln), die so etwas wie Schwingungen ausführen und dabei periodisch die gleichen Ampelphasen durchlaufen (Rot, Rot-Gelb, Grün, Gelb, Rot …). Es gibt die Schwingungsdauer T, die Zeit zwischen (z. B.) einer roten Phase und der nächsten. Es gibt eine Frequenz f, das ist die Häufigkeit des Phasenwechsels. Und es gilt:
{\displaystyle f={\frac {1}{T}}},
z. B. wenn sich Rot alle zwei Minuten wiederholt (T = 2 min), dann ist die Frequenz f = 1/2 Zyklus pro Minute.
Blickt man den Straßenzug entlang, so erkennt man Ampeln gleicher Phase in bestimmten Abständen. Dieser Abstand hat den Charakter einer Wellenlänge λ.
Die „Ausbreitung“ der Welle verfolgt man am besten, indem man die zeitliche Abfolge der Begegnungen eines Fahrzeuges mit den einzelnen Ampeln verfolgt. Es „reitet“ auf der Welle, indem es jede Ampel bei Grün trifft, sich also längs der Straße mit der gleichen Geschwindigkeit wie die Welle bewegt. Die nachstehende Bildsequenz zeigt den Zustand der Straße in zeitlichen Abständen T/4.
Zwischen dem ersten Bild (zur Zeit t = 0) und dem letzten Bild (zur Zeit t = T) hat sich der Wagen um eine Wellenlänge bewegt, die Phasen aller Ampeln längs der Straße sind in beiden Bildern identisch; die Welle ist um eine Wellenlänge gewandert und jede Ampel hat einmal alle Phasen durchlaufen (jeder Oszillator eine volle Schwingung vollführt). Die Geschwindigkeit des Fahrzeugs (und damit zugleich die Ausbreitungsgeschwindigkeit c der Welle) ist die zurückgelegte Strecke (also λ) dividiert durch die dafür benötigte Zeit (also T). Daher gilt
{\displaystyle c={\frac {\lambda }{T}}}.
Da außerdem f = 1/T ist (siehe oben), gilt auch
{\displaystyle c=\lambda \cdot f}.
Ist z. B. T = 2 min und λ = 1200 m (Abstand einer grünen Ampel von der nächsten), so ist c = 1200 · 1/(2 min) = 600 m/min (= 10 m/s = 36 km/h): Grüne Welle bei 36 km/h.

## Störende Einflüsse
Verschiedene Faktoren können den homogenen Verkehrsfluss in einer Grünen Welle stören:
- verkehrsabhängig geschaltete Lichtsignalanlagen (LSA) wegen der variierenden Grünzeiten, insbesondere störend können Beschleunigungsschaltungen des parallelen oder querenden ÖPNV wirken
- Bahnübergänge
- Beschneidung der Grünzeit für die Welle wegen wechselnder Anzahl von Phasen (z. B. wegen gesonderter Signalisierung der Linksabbieger)
- unvorhersehbar wechselnd starker in den Streckenzug einbiegender Verkehr (z. B. Veranstaltungsverkehr)
- häufiges Fahren mit Geschwindigkeiten oberhalb der Progressionsgeschwindigkeit (häufig durch Unaufmerksamkeit oder fehlende Information über die Progressionsgeschwindigkeit)
- Auflösen der Fahrzeugpulks bei sehr großen LSA-Abständen (ungefähr ab 750 m)
- Behinderungen des Verkehrsflusses durch Parken in zweiter Reihe (Lieferverkehr, Taxis …)
- Änderung des Fahrbahnquerschnittes (z. B. Aufweitung von einem auf zwei Fahrstreifen gleicher Fahrtrichtung und umgekehrt)
- Aufeinanderfolgende LSA mit unterschiedlichen Phasenfolgen, z. B. getrennt signalisierte Linksabbiegeverkehre

## Geschichte

Das mit der westdeutschen Straßenverkehrs-Ordnung (StVO) von 1970 im Jahr 1971 eingeführte Zusatzschild 851

Zusatzzeichen 1012-34: Mit der StVO-Novelle von 1992 änderten sich die Größen und die Nummer des Zusatzzeichens

Die erste manuell koordinierte Schaltung der Verkehrsampeln an sechs Kreuzungen wurde im Jahr 1917 in Salt Lake City eingeführt. Ab 1926 bestand eine manuell gesteuerte Grüne Welle in der Leipziger Straße in Berlin nahe der ersten deutschen Verkehrsampel, dem Verkehrsturm am Potsdamer Platz. Ab den 1950er Jahren wurde in weiteren Städten Deutschlands die Grüne Welle eingeführt, oft mit einer zusätzlichen Ampel-Anzeige, die angab, welche Geschwindigkeit gerade notwendig ist, damit der vorbeifahrende PKW die Welle optimal einhalten kann (Geschwindigkeitssignal). Die Anzeige hatte drei Felder mit 40 km/h, 50 km/h und 60 km/h (bzw. abweichend), wobei eines davon weiß leuchtete. Der Erfolg blieb aber in den meisten Städten aus, und solche Zusatzanzeigen wurden bis auf einige Anlagen (z. B. in Hannover, Düsseldorf, Wiesbaden oder Suhl) ab den 1970er Jahren wieder entfernt.
In der DDR existierten spezielle Ziffernanzeigen hinter den Kreuzungen, welche meist in Fünferschritten die empfohlene Geschwindigkeit angaben, um die nächste Ampel bei Grün zu erreichen. Diese ermöglichten auch dem einfahrenden Querverkehr, sich in die Grüne Welle „einzutakten“ und so die Wartezeiten an den Kreuzungen zu verringern. Da diese Anzeigen in der bundesdeutschen StVO damals nicht vorgesehen waren, wurden sie nach der Wiedervereinigung ab 1990 jedoch abgeschaltet und inzwischen zum Großteil demontiert.

## Aktuelle Entwicklung

### Konflikt mit Vorrang des öffentlichen Verkehrs

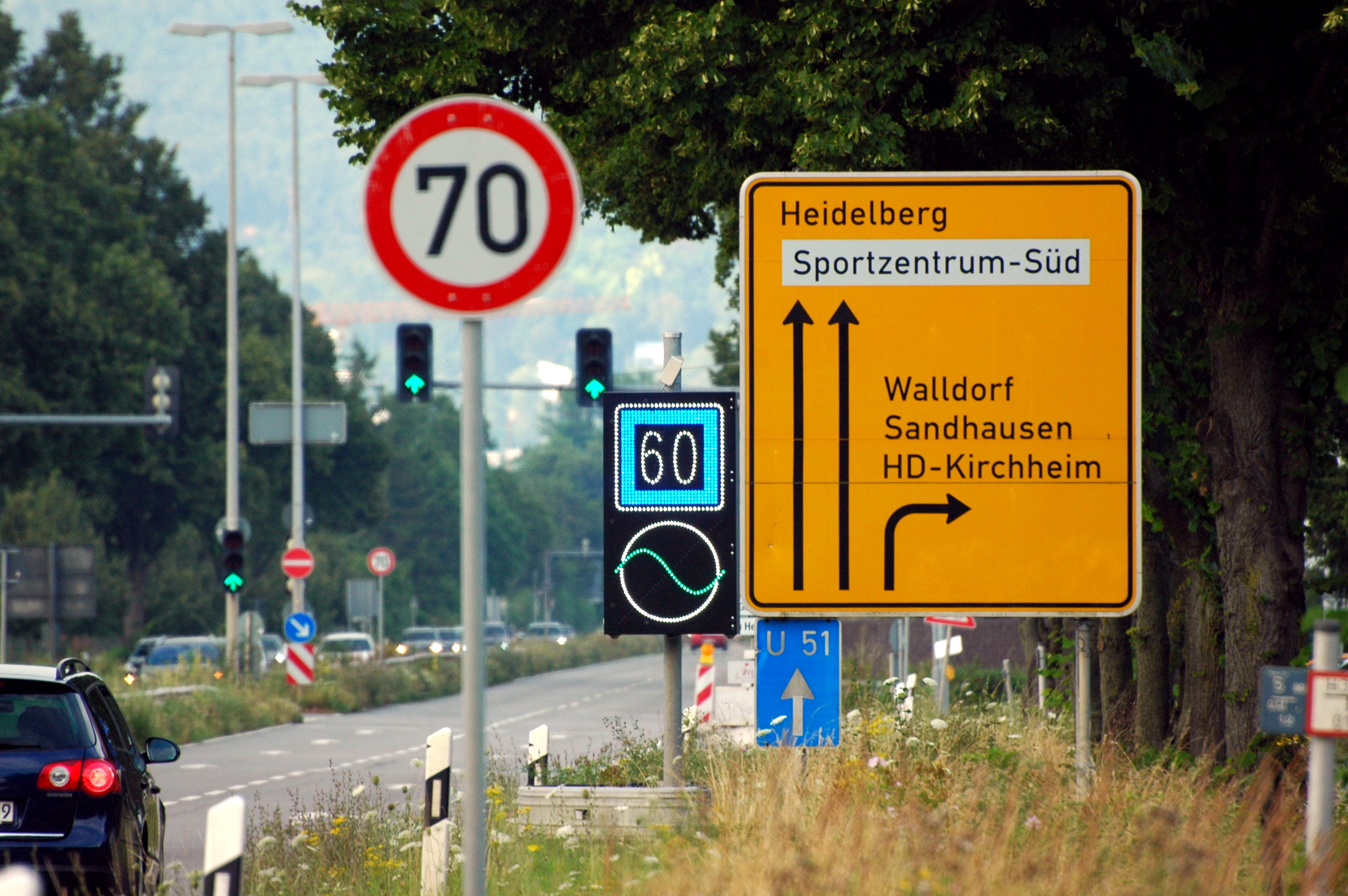
Wechselverkehrszeichen „Grüne Welle“ in Heidelberg. Obwohl eine Höchstgeschwindigkeit von 70 km/h gilt, empfiehlt es sich aktuell nur 60 km/h zu fahren, um von einer grünen Welle zu profitieren.

Konflikte kann es geben, wenn der öffentliche Nahverkehr Vorrang bekommen soll. An Straßenkreuzungen und den jeweiligen Haltepunkten kommt der parallele oder kreuzende Verkehr zwangsweise dann z. T. zum Stehen. Auch aus umweltpolitischer Sicht wird die Grüne Welle manchmal kritisch gesehen, da sie in der Regel einseitig den Kfz-Verkehr bevorteilt.

### Anwendung im Radverkehr
In Kopenhagen wurden in den 2000er Jahren erstmals an sehr stark mit Radverkehr belasteten Radwegen, später auch bei Radschnellwegen, Lichtsignalanlagen für Radfahrer in einer Grünen Welle koordiniert. In Berlin wurde 2013 in der Belziger Straße die erste Grüne Welle für Radfahrer eingerichtet.

### Dynamische Geschwindigkeitsempfehlungen
Zur Leistungssteigerung werden Lichtsignalanlagen zunehmend verkehrsabhängig geschaltet – die dadurch variierenden Grünzeiten erschweren die Geschwindigkeitsempfehlung.
Um dynamische Geschwindigkeitsempfehlungen für eine grüne Welle anzubieten, wurden in einigen deutschen Städten Wechselverkehrszeichen aufgestellt, die eine Kombination aus einer Richtgeschwindigkeitsangabe und einem Piktogramm in Form einer Grünen Welle anzeigen. Die Darstellung der grünen Welle variiert jedoch leicht. In Heidelberg wird dieses Piktogramm beispielsweise in einen weißen Kreis eingefasst, während es in Dresden frei steht.

## Normen und Standards
Deutschland
- Richtlinien für Lichtsignalanlagen (RiLSA)
- Hinweise zur Signalisierung des Radverkehrs (HSRa)

Österreich
- RVS 05.04.30 ff. – Verkehrslichtsignalanlagen (VLSA)

Schweiz
- SN 640 840 – Lichtsignalanlagen; Koordination in Strassenzügen mit der Methode der Teilpunktreserven